# Bactrocera exornata
Bactrocera exornata är en tvåvingeart som först beskrevs av Erich Martin Hering 1941.  Bactrocera exornata ingår i släktet Bactrocera och familjen borrflugor. Inga underarter finns listade.